# Omega 3-vetzuren
Omega 3-vetzuren zijn een groep meervoudig onverzadigde vetzuren. Er is één vetzuur uit deze groep, alfalinoleenzuur (ALA), dat onder de categorie essentiële vetzuren valt. Andere vetzuren zoals DHA en EPA in deze groep kunnen door het lichaam worden gesynthetiseerd. De omzetting van ALA in EPA en DHA verloopt bij de meeste mensen echter moeilijk, schattingen over het percentage ALA dat in EPA en DHA kan worden omgezet lopen uiteen van 0,3% tot 10% voor EPA en de omzetting naar DHA is nog veel minder, waarschijnlijk circa 0,01% van de ingenomen ALA. Aan omega 3-vetzuren worden positieve eigenschappen toegeschreven in het voorkomen van hart- en vaatziekten, artritis en depressies. Omega 3-vetzuren verlagen het cholesterolgehalte in het bloed en zijn onder meer van belang voor de oogfunctie en de hersenstofwisseling. 
Een overzichtsartikel gepubliceerd in juli 2020 door het onafhankelijke tijdschrift Geneesmiddelenbulletin benadrukt dat voedingssupplementen met omega-3 vetzuren geen aantoonbaar voordeel opleveren ten opzichte van een placebo, wanneer het gaat om de preventie van vroeggeboorte, droge-ogenziekte en nierschade.
Er is geen goed bewijs dat omega-3 supplementen helpen tegen kanker of hartziekten. Ook recente meta analyses en systematische reviews van beschikbaar bewijs laat geen resultaat zien. Studies tonen aan dat visolie niet beschermt tegen hartaanvallen, beroertes of andere vaatziekten.

## Naamgeving

Chemische structuur van alfalinoleenzuur (ALA), een essentieel omega 3-vetzuur (18:3Δ9c,12c,15c). Hoewel biochemici vanaf de carboxygroep tellen (blauwe nummering), tellen fysiologen vanaf het omega (ω)-koolstofatoom (rode nummering). Merk op dat vanaf het omega-einde (diagram rechts), de eerste dubbele binding als de derde koolstof-koolstofbinding komt, vandaar de naam omega 3.

De belangrijkste omega 3-vetzuren voor het (menselijke) lichaam zijn:
- alfalinoleenzuur (18:3,n-3, ook bekend onder de Engelse afkorting ALA van α-linolenic acid)
- eicosapentaeenzuur (20:5,n-3, beter bekend onder de Engelse afkorting EPA van eicosapentaenoic acid)
- docosahexaeenzuur (22:6,n-3, beter bekend onder de Engelse afkorting DHA van docosahexaenoic acid)

In het bovenstaande overzicht betekent n-3 dat het om een omega 3-vetzuur gaat. Het getal voor de dubbele punt geeft aan hoeveel koolstofatomen de vetzuurketen bevat. Het getal na de dubbele punt geeft het aantal dubbele bindingen aan. Ook staat tussen haakjes de gebruikelijkste Engelse afkorting vermeld.
De naam "omega 3" (ook "n-3", "ω-3") komt van het feit dat de eerste dubbele binding in de (meervoudig) onverzadigde vetzuurketen bij de derde C-C-binding ligt (vanaf het omega-einde gezien). Omega (ω) is de laatste letter van het Griekse alfabet en geeft het einde van de vetzuurketen aan (vanuit de carboxygroep (–COOH) gezien). Het koolstofatoom van de –COOH groep aan het andere uiteinde wordt het delta (δ)-atoom genoemd.

## Ruimtelijke configuratie
Alle dubbele bindingen zijn in de cis-configuratie, dat wil zeggen dat de twee waterstofatomen aan dezelfde kant van de dubbele binding staan. Dit is het geval in vrijwel alle natuurlijke oliën. 
Ruimtelijk gezien zijn omega 3-vetzuren gekromd, omdat iedere cis-dubbele binding een knik in de koolstofketen veroorzaakt. Deze configuratie verklaart een groot aantal biologische verschijnselen die in de dubbele lipidenlaag van het celmembraan en andere membranen worden gezien. De vloeibaarheid van het celmembraan wordt grotendeels bepaald door het gehalte aan meervoudig onverzadigde vetzuren in het membraan. Het functioneren van receptoren en andere membraanproteïnen wordt sterk bepaald door de vloeibaarheid van het celmembraan.

## Essentieel voor de mens
Van de omega 3-vetzuren is alleen alfalinoleenzuur essentieel. Dat wil zeggen dat alfalinoleenzuur, net als sommige vitamines via de voeding binnengekregen moeten worden. De andere omega 3-vetzuren kunnen slechts in beperkte mate door het lichaam uit alfalinoleenzuur worden gemaakt.Schattingen van het percentage ALA dat in EPA kan worden omgezet lopen uiteen tussen 0,3% tot 10% voor EPA en de omzetting naar DHA is extreem laag (minder dan 0,1% of minder dan 0,01%). Bij vrouwen verloopt de omzetting (conversie) van ALA in EPA en DHA wat makkelijker dan bij mannen. Behalve voor het maken van EPA en DHA heeft ALA voor het lichaam geen functie.

## Supplementen
Vaak wordt beweerd of aangenomen dat omega-3 vetzuren uit voedingsbronnen goed zijn voor de gezondheid. Het bewijs hiervoor is beperkt of niet aanwezig. Verder zijn  niet alle omega-3 supplementen die te koop zijn hetzelfde. De markt voor supplementen is beperkt gereguleerd. Dit betekent dat de kwaliteit en effectiviteit van de producten erg kan variëren. Sommige supplementen zijn zelfs al ranzig in de winkel, terwijl anderen bijna de maximale aanbevolen limiet overschrijden.
Na overleg met een arts kunnen bepaalde supplementen veilig genomen worden. Elk persoon en situatie is anders, waardoor een arts het best kan adviseren of in ieder geval op de hoogte gesteld kan worden. Hoewel sommige supplementen uit vis misschien omega-3 bevatten is het veiliger omega-3 uit voedsel zoals lijnzaad, chia, hennep of walnoot te halen. Er zijn verschillende redenen waarom het veiliger kan zijn om omega-3 uit lijnzaad te halen dan uit vissen zoals zalm of tonijn. Vissen staan hoger op de voedselketen, wat betekent dat ze meer kans hebben om vervuiling op te nemen, zoals PCB's, plastics en zware metalen. Deze verontreinigende stoffen kunnen schadelijk zijn voor de menselijke gezondheid. Vooral vette vis en vissen die andere vissen eten hebben vaak met een opeenstapeling van deze stoffen te maken. 
Een product als chia- of lijnzaad is een plantaardig product, wat betekent dat het niet aan dezelfde vervuilingsrisico's is blootgesteld als vissen. Lijnzaad is ook een goede bron van ALA, een essentiële omega-3 vetzuur, dat door het lichaam kan worden omgezet in EPA en DHA, de twee belangrijkste omega-3 vetzuren die door het lichaam worden gebruikt. 

## Gezondheidsclaims

### Kanker
Er wordt beweerd dat omega-3 het risico op kanker kan verlagen. Dit is echter beperkt aangetoond. Kankerpatienten kunnen wel profijt hebben van omega-3 supplementen. Aan de andere kant zijn er gezondheidsrisico's met verschillende omega-3 bronnen door de opstapeling van zware metalen en gifstoffen in de voedselketen.

### Hart en vaatstelsel
De Inuit consumeren grote hoeveelheden omega 3-vetzuren uit vette vis. Zij blijken een verhoogd HDL-cholesterolgehalte te hebben en een verlaagd triglyceridengehalte. Er zijn onderzoeken die tot de conclusie komen dat visoliesupplementen (die EPA en DHA bevatten) het ongunstige LDL-cholesterol en de triglyceridengehaltes verlagen.
Niettemin verscheen in maart 2006 in het gezaghebbende wetenschappelijke tijdschrift British Medical Journal een meta-analyse van studies in de periode tussen 2002 en 2006. Daarbij kwamen de onderzoekers tot de conclusie dat omega 3-vetzuren geen duidelijk effect hebben op totale sterfte, op cardiovasculaire aandoeningen en op kanker.
Deze studie was vollediger dan de andere, vergelijkbare studies. De bevindingen waren "op het randje" en kunnen een mogelijk belangrijk gezondheidseffect verbergen dat nog niet statistisch significant is. De levensverwachting van de Inuit is verder significant lager dan de rest van Canada, gemiddeld Inuit mannen worden gemiddeld 67 jaar, vrouwen 72, terwijl Canadezen respectievelijk 77 en 82 worden. Onder de Inuit komen hart en vaatziekten veel voor.
Deze conclusie staat in schril contrast met een ander reviewartikel uit 2006, waar Wang et al. 842 artikelen op het gebied van primaire en secundaire preventie heeft bekeken. De conclusie was dat een verhoogde consumptie van de omega 3-vetzuren EPA en DHA, via vis en/of via voedingssupplementen, zowel de algehele sterfte, het optreden van een hartinfarct en plotselinge hartdood verminderde. Van belang was verder dat geen of slechts zeer weinig complicaties optraden. Ook een onderzoek van de Mayo Clinic bevestigt de beschermende invloed van omega 3-vetzuur op het hart.
Er moet gewaarschuwd worden voor observationele studies in deze context. In observationele studies worden mensen gevolgd die een bepaald product wel of niet nemen. Dit is echter zeer gevoelig voor selectie van gezondheidsbewuste personen. Mensen die gewillig een placebo nemen in gerandomiseerde studies, hebben ook een veel lagere sterfte dan mensen die dat niet doen.
In diverse epidemiologische onderzoeken wordt een verband gelegd tussen de inname van omega 3-vetzuren en een gezondheidsbeschermend effect.
Omega 3-vetzuren zouden antitrombotisch en het risico op hart- en vaatziekten verminderen. Andere gezondheidsclaims die gemaakt worden zijn verlaging van de fibrinogeenspiegels, verlaging van het gehalte aan bloedvetten (triglyceriden), vorming van vaatverwijdende weefselhormonen (eicosanoïden), vergroting van de vloeibaarheid van celmembranen, verlaging van de bloeddruk, vermindering van het risico op plotselinge hartdood (antiaritmische effecten) en de verbetering van de werking van witte bloedcellen (leukocyten) bij ontstekingsreacties.

### Eicosanoïdenstofwisseling
Eicosanoïden zijn hormoonachtige stoffen die het lichaam gebruikt om allerlei lichaamsfuncties te reguleren. Er zijn drie vetzuren die het lichaam gebruikt om eicosanoïden te produceren: de omega 6-vetzuren dihomogammalinoleenzuur en arachidonzuur, en het omega 3-vetzuur EPA (eicosapentaeenzuur). EPA dient als grondstof voor de prostaglandinen, leukotriënen, tromboxanen en isoprostanen. Behalve isoprostanen worden al deze stoffen geproduceerd onder invloed van enzymen.
Door consumptie van EPA wordt de productie van prostaglandinen beïnvloed. De productie van het ontstekingsbevorderende en celgroeistimulerende prostaglandine E2 (uit arachidonzuur) wordt geremd, terwijl de productie van prostaglandine E3 uit EPA toeneemt. Een toename van de productie van prostaglandine E3 met een factor 5 tot 10 is beschreven na gebruik van visolie. Deze veranderde verhouding tussen de geproduceerde prostaglandinen heeft gevolgen voor alle reacties waarbij prostaglandinen betrokken zijn. Men gaat er overigens van uit dat de werking van EPA zowel berust op effecten in de prostaglandinenhuishouding als op andere effecten, zoals veranderingen in de aanmaak van andere stoffen als interleukine 1 alfa, interleukine 6, TNF-alfa en het cyclo-oxygenase 2 (COX-2)-enzym. Eveneens kan de productie van prostacyclinen, met een stollingremmende en vaatvernauwende werking toenemen. Een zeer goed overzicht van biochemische effecten van omega 3-vetzuren is gepubliceerd door Suzanne Larsson en collega's.

### Resolvines
Recent is een nieuwe klasse, door aspirine getriggerde, bioactieve lipiden ontdekt, die waarschijnlijk deels verantwoordelijk is voor de anti-inflammatoire werking van visolie. Resolvines worden door enzymen uit omega 3-vetzuren geproduceerd. Het belangrijkste resolvine is resolvine E1 gedoopt. Menselijk resolvine E1 remt de migratie van ontstekingscellen naar de plaats van ontsteking en voorkomt tevens dat andere ontstekingcellen worden geactiveerd.
Resolvines kunnen mogelijk ook de recent gebleken negatieve bijwerkingen van COX-2-remmende medicijnen verklaren. Deze groep medicijnen is ontworpen om ontstekingen te remmen, maar blijkt negatieve bijwerkingen te hebben op het cardiovasculaire systeem. COX-2 is betrokken bij de aanmaak van resolvine E1 en remming van dit COX-2 enzym blokkeert mogelijk ook de aanmaak van resolvine E1, waardoor een belangrijke groep ontstekingsremmende stoffen wordt geremd.

### Hersenfuncties
Het zenuwstelsel heeft van alle weefsels in het lichaam het hoogste vetpercentage. Volgens dr. David Horrobin, een pionier in het onderzoek naar essentiële vetzuren, bestaat ongeveer 8% van de hersenen uit omega 3-vetzuren. Met name DHA wordt aldaar ingebouwd in fosfolipidenmembranen en in de myelineschede rondom zenuwcellen.
Om deze reden worden omega 3-vetzuren bij diverse psychische aandoeningen ingezet:
AgressieNiet alleen muizen, maar ook mensen lijken gevoelig voor omega 3-vetzuurinname in verband met agressie. Het blijkt dat moord vaker voorkomt bij mensen die weinig omega 3-vetzuren eten. Lage bloedwaarden van deze vetzuren worden vaak gezien bij mensen die voor openlijke geweldpleging zijn aangehouden. Door middel van jarenlange inname van omega 3-vetzuren neemt agressie echter af. Twee studies hebben een positief effect van omega 3-vetzuren op de impulsbeheersing/agressie aangetoond.
Klinische depressieDe omega 3-vetzuurcommissie van de American Psychiatric Association (APA) heeft de studies naar de potentiële gunstige effecten van omega 3-vetzuren geanalyseerd en komt tot de conclusie dat ze een gunstig effect op depressies hebben.
Bipolaire stoornisEen onderzoek van Andrew L. Stoll en collega's van de Harvard-universiteit is een van de eerste systematische pogingen om het verband tussen omega 3-vetzuren en verbetering van de impulsoverdracht in de hersenen ook klinisch aan te tonen. Zij vonden dat patiënten met bipolaire stoornis (ook wel manisch-depressieve stoornis genoemd) na negen maanden visoliesuppletie aanmerkelijk opgeknapt waren in vergelijking met een placebogroep. Momenteel is er veel onderzoek gaande naar de invloed van omega 3-vetzuren op de impulsoverdracht in zenuwweefsel en de klinische uitwerking daarvan. Inmiddels is aangetoond dat omega 3-vetzuren een positieve bijdrage aan de behandeling van een bipolaire stoornis leveren.
SchizofrenieIn epidemiologisch onderzoek blijkt een verband tussen een lage inname van omega 3-vetzuren en het optreden van psychoses. In klinisch onderzoek blijken omega 3-vetzuren een positief effect te hebben op de behandeling van schizofrenie en het voorkomen hiervan. Het blijkt bij jongeren even goed te werken als de huidig beschikbare neuroleptica (atypische antipsychotica).
ADHDKinderen die in hun eerste levensjaren tekorten hebben aan omega 3-vetzuren krijgen later eerder ADHD of nemen eerder een agressieve houding aan, wordt door sommige wetenschappers betoogd. Studies naar het effect van omega 3-vetzuren op ADHD laten deels tegenstrijdige effecten zien. Soms met positieve effecten als uitkomst, terwijl in andere studies geen gunstige effecten worden gevonden. De kwaliteit van bepaalde studies is niet altijd even goed.
Dementie en de ziekte van AlzheimerDierproeven tonen aan dat hersenfuncties- en doorbloeding gunstig worden beïnvloed door toediening van omega 3-vetzuren. In theorie zouden omega 3-vetzuren het risico op het ontwikkelen van de ziekte van Alzheimer verlagen. Dit blijkt echter niet uit onderzoek: de uitkomsten van studies zijn soms tegenstrijdig, of de kwaliteit van de studies is onvoldoende.
Aanbevelingen van de omega 3-vetzuur-Commissie van de APA voor het gebruik van omega 3-vetzuren in de psychiatrie:
- Alle volwassenen zouden ten minste tweemaal per week vis moeten eten
- Patiënten met een stemmings-, impulsbeheersings-, of psychotische stoornis, zouden 1 g EPA + DHA per dag moeten consumeren
- Een supplement kan nuttig zijn bij patiënten met een stemmingsstoornis (1-9 g per dag). Gebruik van > 3 g per dag onder toezicht van een arts.

### Oogfunctie
Omega 3-vetzuren kunnen een bijdrage leveren aan het voorkomen van maculadegeneratie (MD). Echter, de studies hiernaar spreken elkaar soms tegen, en zijn niet in alle gevallen van even goede kwaliteit. Een aanbeveling, over het gebruik van omega 3-vetzuren ter voorkoming van MD, kan men daarom vooralsnog niet doen.
Het gezichtsvermogen van baby's verbeterde door suppletie met omega 3-vetzuren. Uit veiligheidsoverwegingen kan geen gebruiksadvies worden gegeven vanwege de rol van omega 3-vetzuren bij de ontwikkeling van het immuun- en vasculaire systeem van de pasgeborenen. Grotere onderzoeken zijn nodig om de veiligheid en effectiviteit beter in kaart te brengen.

### Auto-immuunziekten
Vanwege de anti-inflammatoire eigenschappen van omega 3-vetzuren zijn deze vetzuren ook onderzocht in de context van ontstekingsziekten en autoimmuunziekten (zoals de ziekte van Crohn en reumatoïde artritis).
De gunstige effecten van omega 3-vetzuren op reumatoïde artritis zijn inmiddels aangetoond. Ontstekingsremmende effecten werden gezien bij visolie doseringen tussen de 2,6–7,1 gram omega 3-vetzuren (EPA + DHA) per dag. Een dosering van 1 gram omega 3 per dag is ineffectief.

## Verhouding omega 6 / omega 3
De laatste tientallen jaren is het voedingspatroon in de geïndustrialiseerde wereld veranderd. Als gevolg hiervan krijgt men veel verzadigde vetten binnen, en relatief weinig van de gezondere meervoudig onverzadigde vetzuren.
Klinische studies wijzen erop dat een goede verhouding tussen omega 6- en omega 3-vetzuren in de voeding belangrijk is voor de gezondheid van hart- en bloedvaten.
Omega 3 en omega 6 worden via hetzelfde enzymsysteem omgezet, dus de omega 6:omega 3-verhouding heeft een belangrijke invloed op de uit deze vetzuren geproduceerde eicosanoïden (bijvoorbeeld prostaglandinen, leukotriënen, tromboxanen etc.) en op deze manier ook de metabolische functies van het lichaam. Metabolieten van omega 6-vetzuren zijn significant meer ontstekingsbevorderend dan die van omega 3-vetzuren. Dit houdt in dat omega 6- en omega 3-vetzuren in een evenwichtige verhouding moeten worden geconsumeerd. Onderzoekers gaan ervan uit dat de ideale verhouding tussen de 3:1 en 5:1 ligt.
Onderzoek lijkt erop te wijzen dat de voeding van de oermens, rijk aan zeevoedsel, noten en andere omega 3-bronnen een dergelijke verhouding heeft verschaft.
Een typisch westers voedingspatroon heeft een omega 6:omega 3-verhouding van tussen de 10:1 tot 30:1, dus dramatisch uit balans in de richting van omega 6-vetzuren.
De meeste plantaardige oliën bevatten naar verhouding veel meer omega 6- dan omega 3-vetzuren. Voorbeelden zijn sojaolie, zonnebloemolie, saffloerolie, katoenzaadolie, arachideolie en maïsolie.

### Plantaardige oliën

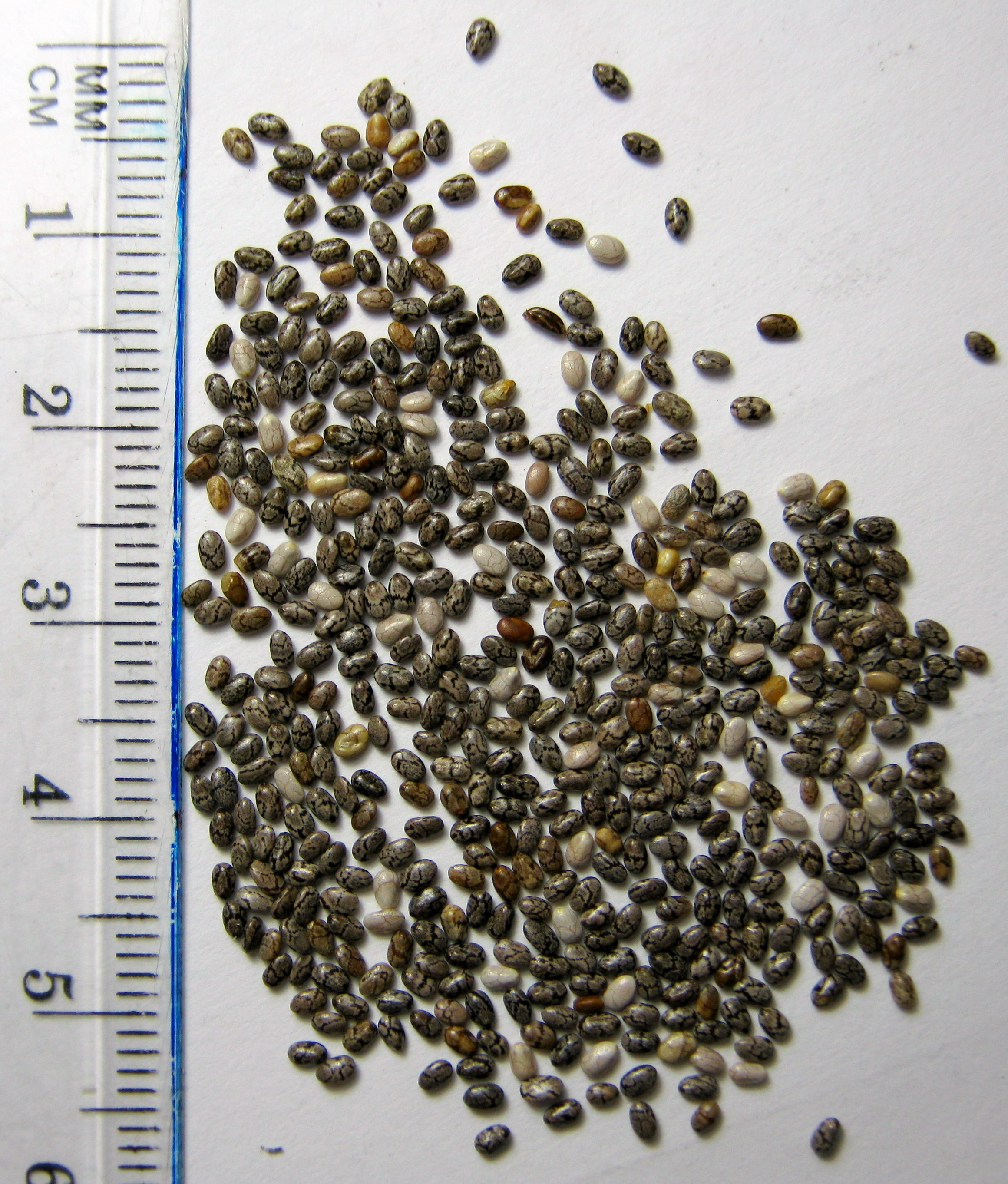
Chia wordt in het algemeen geteeld voor het zaad, rijk aan omega 3-vetzuren, aangezien 25–30% van het zaad extraheerbare plantaardige olie bevat, inclusief alfalinoleenzuur (ALA)..

## Bekende of vermoede risico's van omega 3-vetzuren
Invloed op de bloedstollingBij doseringen van meer dan 3 gram visolie per dag kan de bloedstolling geremd worden, waardoor er gemakkelijker bloedingen kunnen ontstaan.
Verminderde glykemische controle bij diabeticiBij diabetici zouden hoge doseringen visolie tot een vermindering van de glykemische controle kunnen leiden, dit is echter controversieel.
Een vermindering van immuun- en ontstekingsreactiesOnderdrukking van immuun- en ontstekingsreacties, met als gevolg een verminderde afweer tegen infecties en verhoogde gevoeligheid voor opportunistische infecties.
Waarschuwing voor mensen met hartfalenBij hartfalen worden cellen die slechts ternauwernood genoeg bloed toegevoerd krijgen overgevoelig. Dat kan vervolgens leiden tot een verhoogd risico op hartritmestoornissen, wat weer kan leiden tot plotselinge hartdood. Omega 3-vetzuren stabiliseren het hartritme door deze overgevoelige cellen buiten werking te stellen, waardoor het risico op hartritmestoornissen en plotselinge hartdood vermindert. Echter bij mensen met hartfalen pompt het hart al ternauwernood genoeg bloed rond om hen in leven te houden, waardoor uitval van de overgevoelige cellen ertoe kan leiden dat het hart niet meer in staat is voldoende bloed rond te pompen, waardoor het risico op overlijden toeneemt.
Een verhoging van de kans op prostaatkankerWetenschappelijk onderzoek laat een verband zien tussen hoge concentraties van omega 3-vetzuren in het bloed en een verhoogd risico op het ontwikkelen van prostaatkanker.